# Alzina de Valldoreix
L'Alzina de Valldoreix (Quercus ilex) és un arbre que es troba a Valldoreix (Sant Cugat del Vallès, el Vallès Occidental), el qual és l'alzina més gruixuda de Sant Cugat.

## Dades descriptives
- Perímetre del tronc a 1,30 m: 3,70 metres (a 0,90 m de terra).
- Alçada: 16,1 m.
- Amplada de la capçada: 18,50 x 19,70 m (amplada mitjana capçada: 19,10 metres)
- Altitud sobre el nivell del mar: 144 m.[1]

## Entorn
Temps enrere havia estat voltada de conreus, però avui dia resta engolida per l'extensa àrea urbanitzada de Valldoreix. La ironia ha volgut que el vell arbre esdevingui el símbol d'una popular residència per a gent gran.

## Aspecte general
La capçada mostra signes evidents d'envelliment i amb nombroses branques mortes.

## Accés
Es troba al passeig del Nard de Valldoreix, a l'extens pati d'una residència per a la tercera edat (antigament Hotel Rossinyol). El passeig del Nard és un carrer transversal a l'avinguda del Baixador, principal artèria que travessa Valldoreix. La residència Rossinyol és davant del número 51 de l'esmentat carrer. Coordenades UTM: 31T X0420530 Y4590791.